# Cabeza de Perro
Ángel García, anomenat Cabeza de Perro (Igueste de San Andrés, Tenerife, Canàries, 1800 - Santa Cruz de Tenerife, ¿?), va ser un pirata espanyol que presentava acusats trets físics, d'aquí el seu sobrenom.

## Biografia
Possiblement, des de la seva joventut es dedicava a la pirateria. Va dur a terme les seves activitats a les costes africanes i principalment al Carib. Al barri de San Lorenzo, a l'Havana (Cuba), posseïa una gran propietat on guardava els tresors que robava. L'episodi més conegut del pirata va ser l'assalt que va efectuar a un altre vaixell que realitzava el recorregut entre La Habana i Nova York. Tots els tripulants de la nau assaltada van ser assassinats. Només van sobreviure una dona i el seu fill, que després de ser llançats al mar van ser rescatats posteriorment per un veler italià que passava per la zona. Després d'això el pirata Cabeza de Perro va sentir un gran penediment i va tornar a la seva terra amb el desig de deixar la pirateria. Però al poc de desembarcar a Tenerife va ser capturat i executat a Santa Cruz de Tenerife.
De la mateixa manera que succeeix amb el famós corsari (també de Tenerife) Amaro Pargo, hi ha la creença popular que el pirata Cabeza de Perro també posseïa un tresor ocult, en aquest cas amagat en una cova situada en una platja propera al seu poble natal.
Actualment es creu que aquest pirata és només un personatge basat en Amaro Pargo, ja que no existeixen referències reals ni de les seves activitats ni del seu afusellament a Tenerife. Sí que va existir un delinqüent en els anys 20 del segle passat que prenia aquest sobrenom.